# David Richter den yngre (guldsmed)
David Richter, född 1638, död 1711, var en svensk guldsmed.

## Biografi
David Richter var son till David Richter den äldre. Han kom 1655 i lära hos Michel Pohl den äldre, utskrevs 1659 och blev mästare 1668. Han uppges 1700 ha övergivit ämbetet. Bland David Richters arbeten finns en silverkåsa på Nordiska museet.